# Port de plaisance
 (septembre 2021).
- Si vous ne connaissez pas le sujet, laissez ce bandeau (vous pouvez alors contacter les auteurs).
- Si vous supprimez le contenu mis en cause (vous pouvez préalablement contacter les auteurs),

argumentez précisément cette suppression dans la page de discussion
(un manque de référence n'est pas un argument ; une recherche réelle de référence doit avoir été effectuée, être formellement documentée).

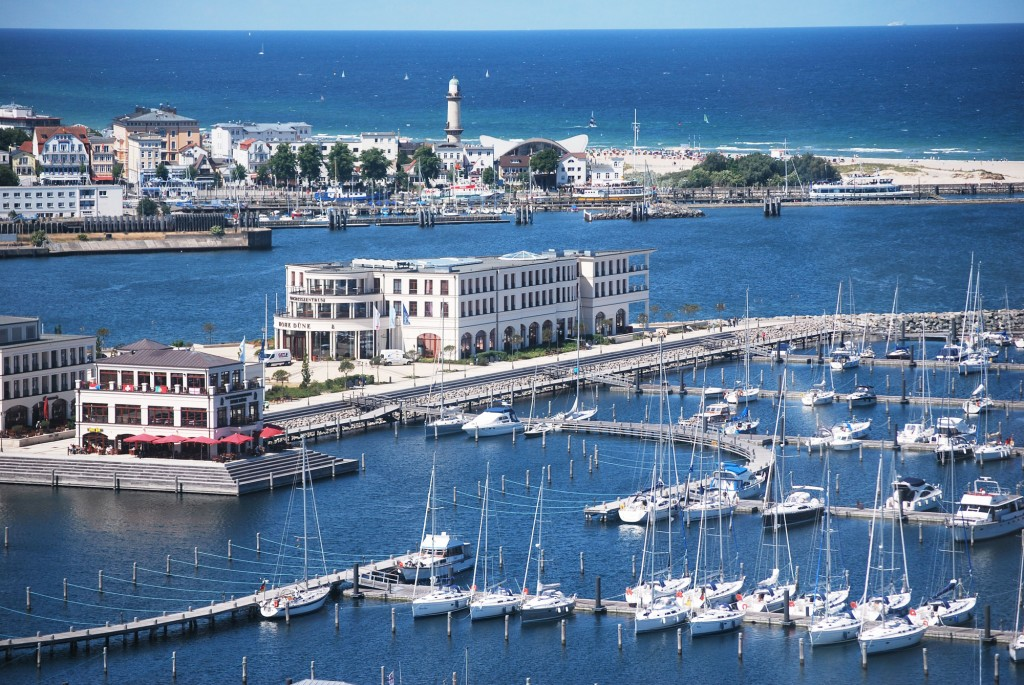
Marina Yachthafenresidenz Hohe Düne, Rostock.

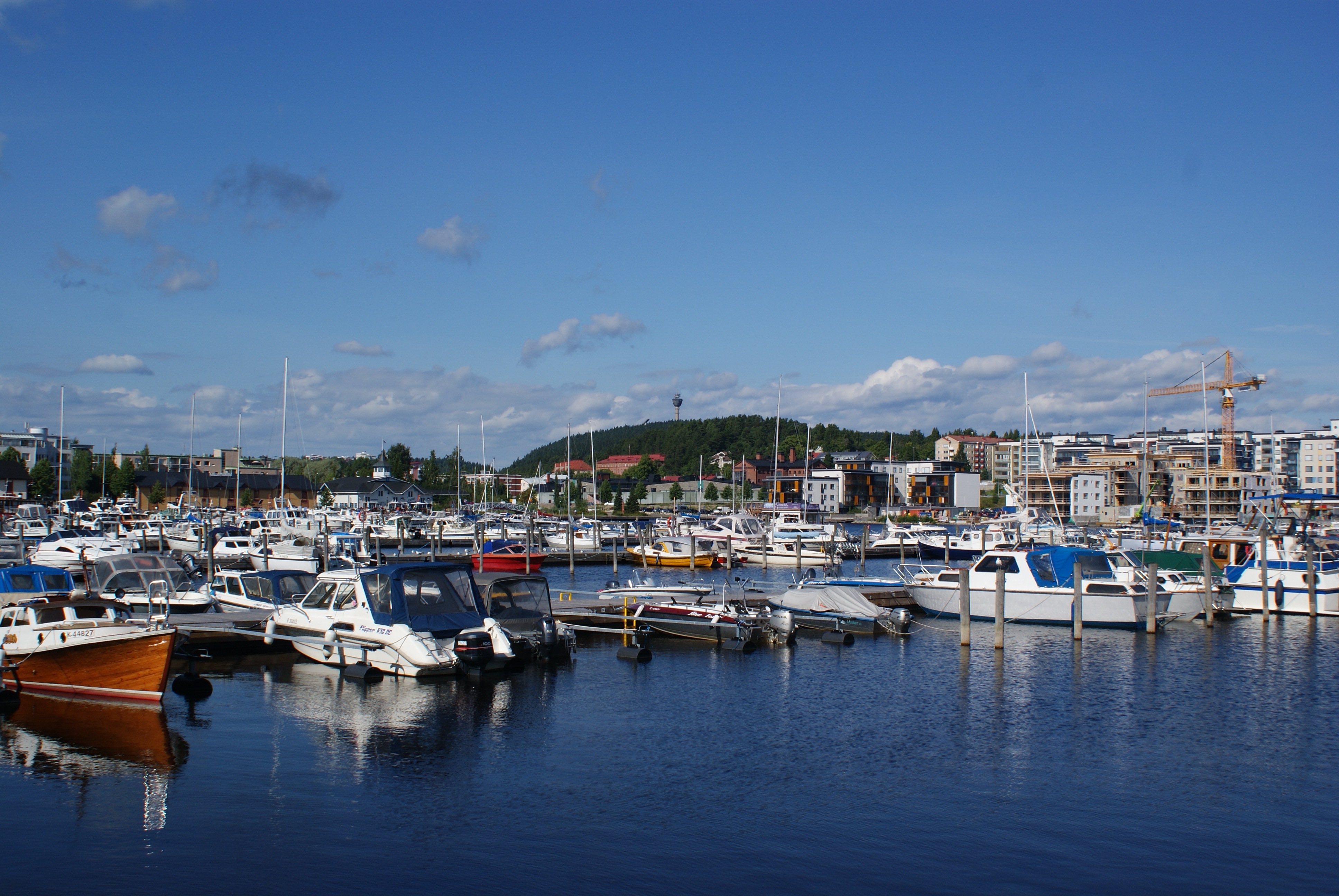
Marina Kuopio, Kuopio.

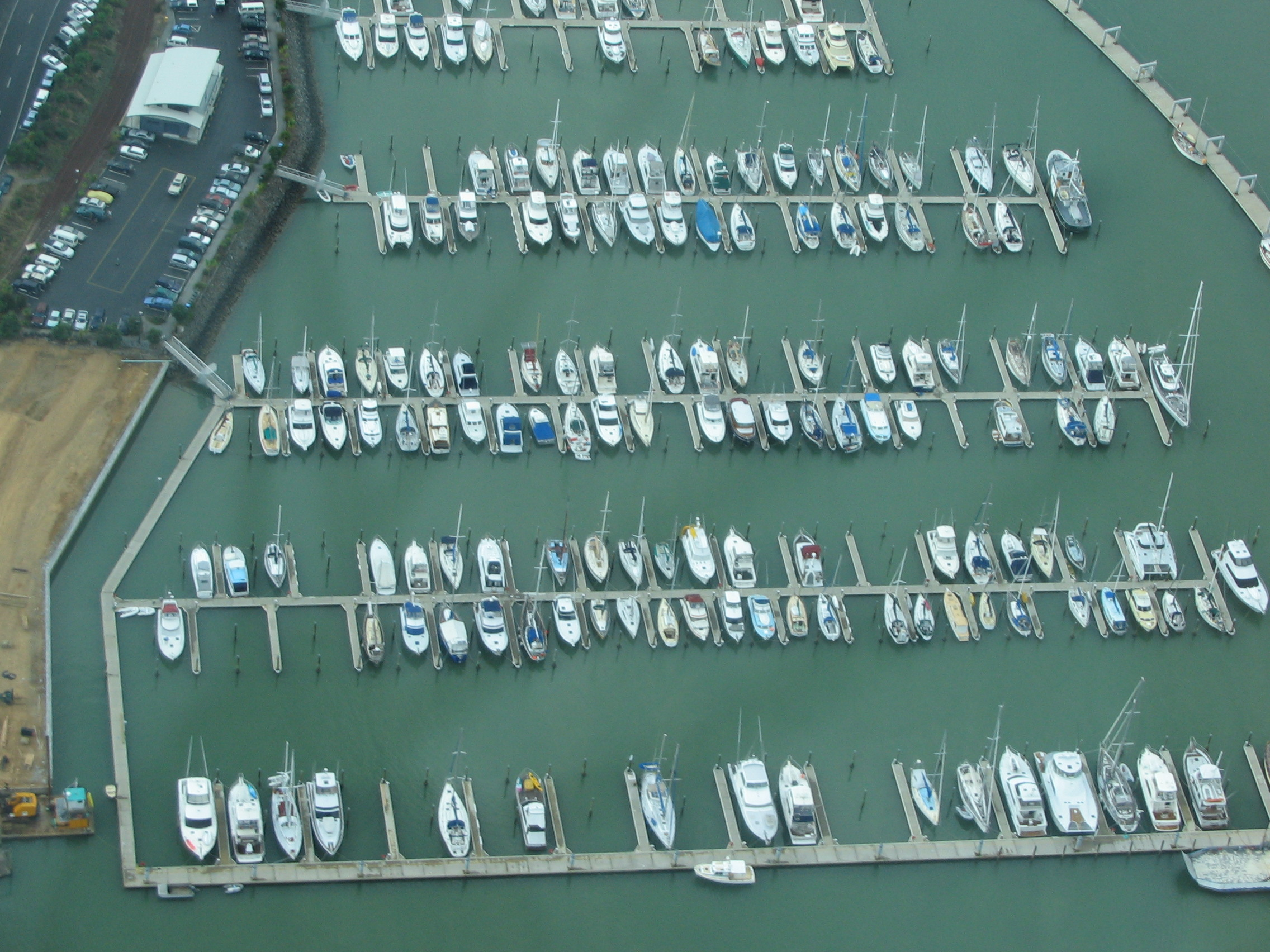
Vue aérienne du port de plaisance de Russell (Bay of Islands, Nouvelle-Zélande

Un port de plaisance (parfois confondu avec la marina) est un port situé en bord de mer ou des rivières, réservé aux bateaux de plaisance à voile et à moteur.
Il accueille des bateaux résidant à l'année ou des bateaux visiteurs (de passage) en offrant des services variables d'un port à l'autre.
Un port littoral de plaisance offre généralement plusieurs centaines de places de taille variable pour des bateaux allant d'environ 5 mètres à une vingtaine de mètres de longueur. Seuls quelques ports de plaisance, notamment sur la Méditerranée (Cannes, Antibes, Nice, Monaco), peuvent recevoir des bateaux de taille supérieure (mégayachts, superyachts). Les ports fluviaux sont habituellement de plus petite capacité (au minimum 30 bateaux).

## Historique
Au XIXe siècle, les quelques bateaux de plaisance existants partageaient les mêmes installations que les bateaux de commerce et de pêche. Le port de plaisance est apparu au XXe siècle avec la popularisation de la plaisance.

## Structure d'un port de plaisance

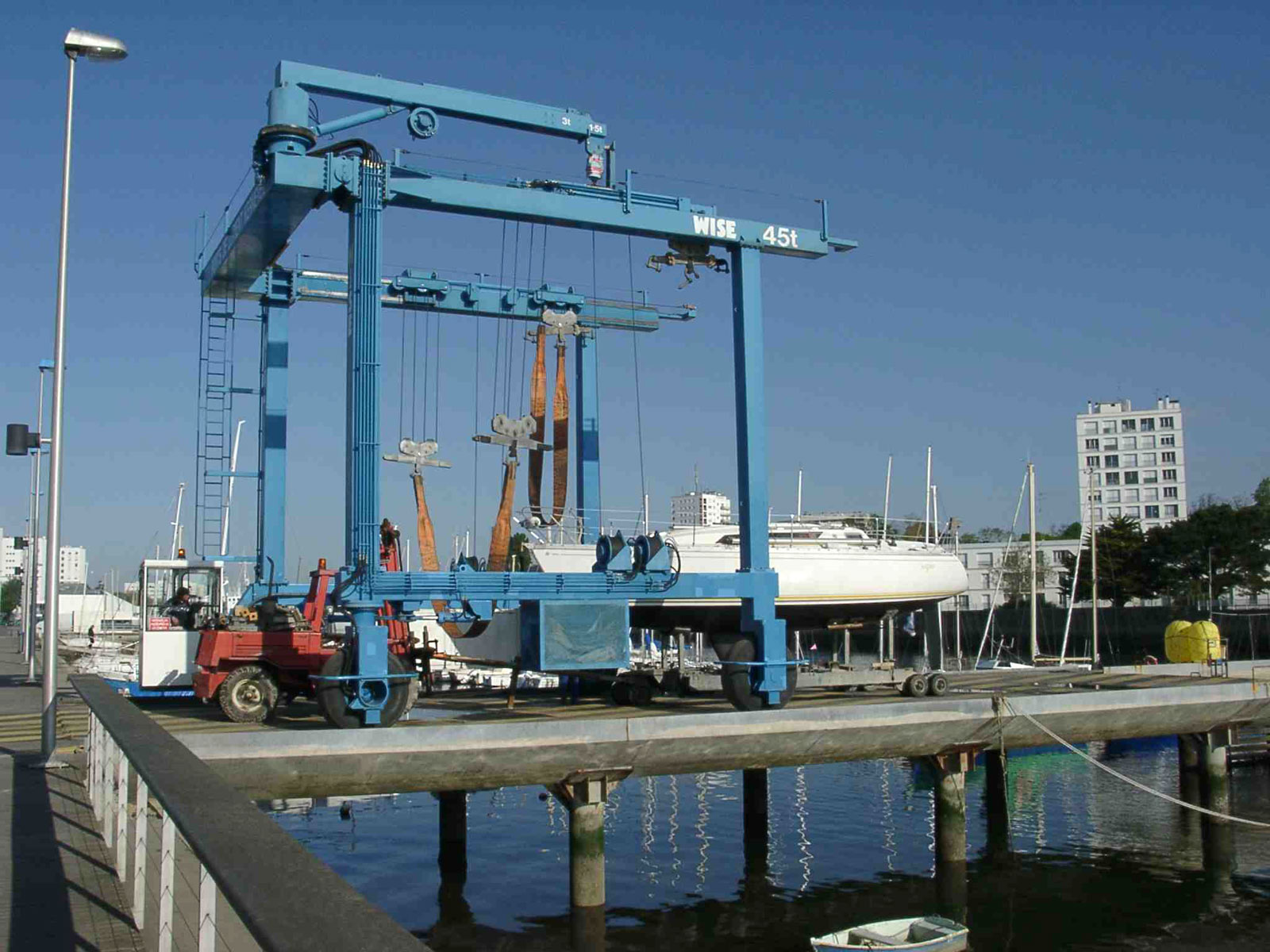
Grue élévatrice du port de Lorient

Lorsqu'il est situé directement en bord de mer, un port de plaisance comporte une ou plusieurs digues destinés à protéger les embarcations de l'action de la houle et des vagues.
Dans les ports de plaisance modernes, l'amarrage des bateaux se fait sur des pontons flottants, plus rarement le long de quais; les équipages peuvent débarquer directement à terre. Certains ports de plaisance disposent également de zones de mouillage nécessitant une embarcation pour se rendre à terre.
Dans les zones soumises à la marée, le port de plaisance moderne permet, à marée basse, de garder les bateaux à flot ; différentes techniques sont utilisées :
- le port et son chenal d'accès sont creusés de manière qu'une profondeur suffisante subsiste à marée basse, même aux plus grandes marées,
- une porte basculante, une écluse ou un seuil retiennent en dessous d'une certaine cote les eaux du port interdisant du coup tout accès lorsque la hauteur d'eau n'est pas suffisante.

### Amarrage

Différentes techniques sont utilisées pour amarrer les bateaux :
- le long d'un quai ;
- sur des pontons flottants coulissant au gré de la marée le long de poteaux fixés sur le fond ; c'est la solution la plus courante en Atlantique et en Manche, ainsi qu'en rivière ; les bateaux sont immobilisés entre des catways ;
- sur des pontons fixes dans les mers sans marée ;
- entre des pieux ;
- en Méditerranée, on pratique l'amarrage à quai par l'arrière, une chaîne-fille solidaire d'une chaîne-mère parallèle au quai permettant de maintenir le bateau perpendiculaire au quai.

## Services portuaires

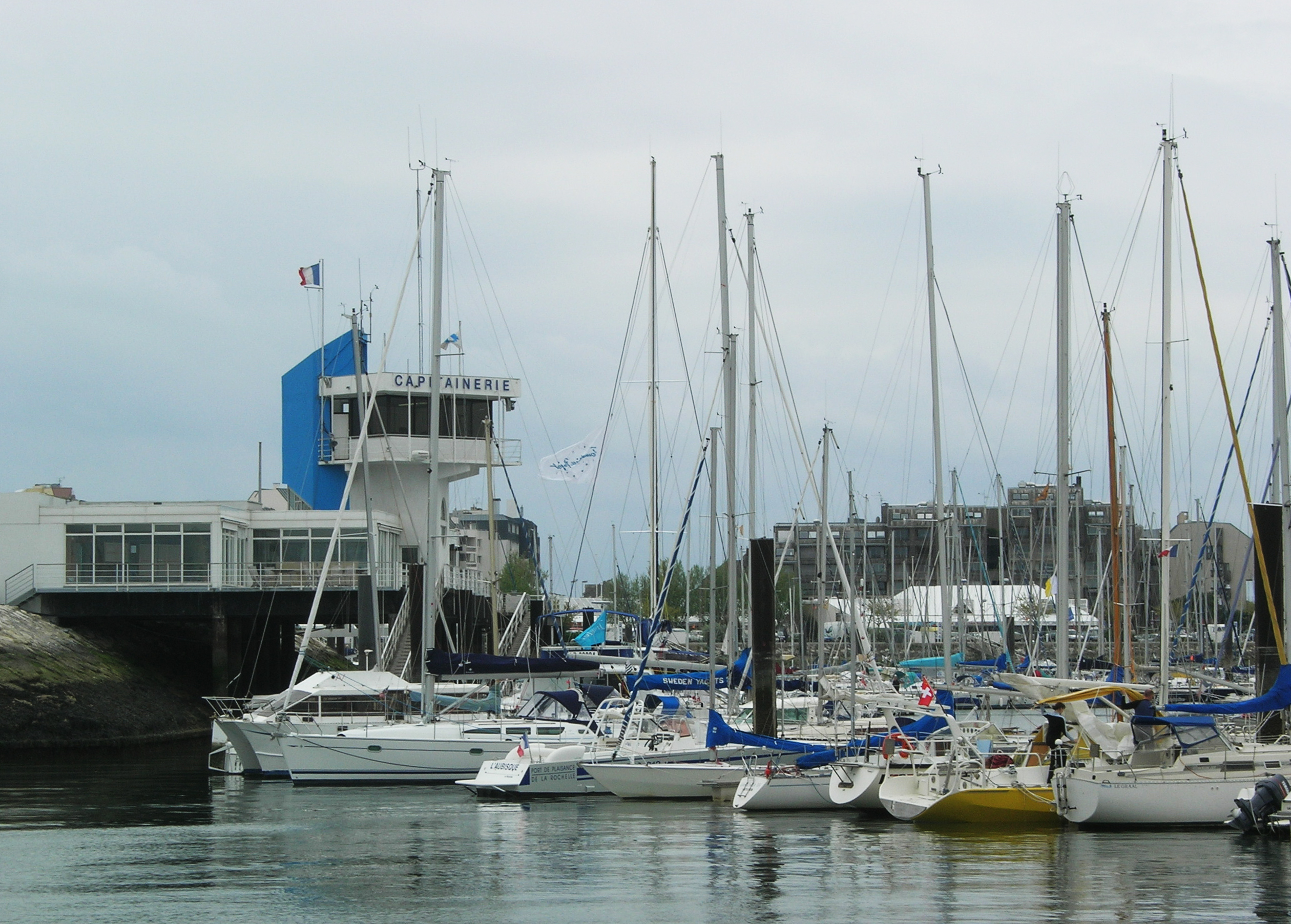
Capitainerie des Minimes à La Rochelle

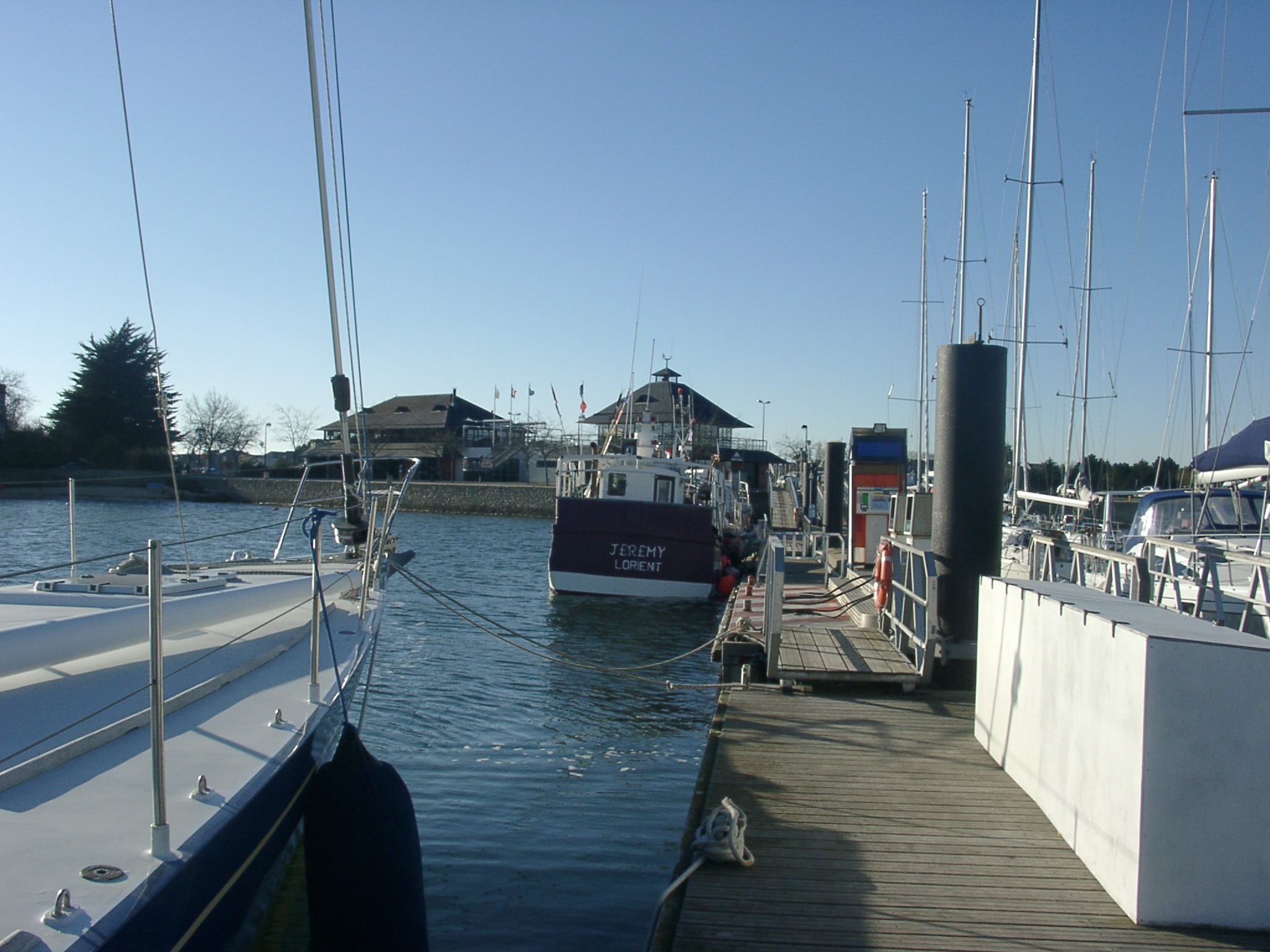
Ponton à carburant et capitainerie de Lorient Kernevel

Les services disponibles dans un port de plaisance comportent généralement :
- la mise à disposition d'eau potable et d'électricité,
- une capitainerie chargée de gérer le port mais qui met également à disposition les informations météo marine, les bulletins d'information destinés à la navigation, et assure le pilotage et l'accueil des bateaux visiteurs,
- des sanitaires,
- un accès à l'internet.

De manière moins systématique :
- des pompes à carburant
- une cale de mise à l'eau pour les petites embarcations
- une grue élévatrice avec un terre-plein permettant de mettre à terre les bateaux plus importants pour l'entretien, les réparations ou le stockage.

Un yacht club, des magasins d'accastillage, des chantiers navals spécialisés dans la plaisance et des restaurants viennent souvent compléter cet ensemble.

## Impacts d'un port de plaisance

### Impact écologique
L'impact de la création d'un port sur les équilibres naturels n'est jamais nul, même si certains aménagements sont parfois présentés comme un moyen de maintenir le caractère marin d'un site menacé d'ensablement. Cet impact peut toutefois être réduit par des techniques de type HQE ou de type récifs artificiels).
On peut encore distinguer des impacts temporaires liés à la construction/réparation du port, impact permanent induit par sa présence, par son exploitation et par les activités connexes.

#### Impacts directs
Ils sont liés à la construction du port (destruction ou fort appauvrissement de vasières, d'herbiers, d'habitats côtiers ou marins et littoraux recouverts ou concernés par les ouvrages, modifications biogéomorphologiques et des courants, moindre oxygénation ou moindre renouvellement des eaux, impact des films d'hydrocarbures, fréquents dans les ports fermés, impacts bactériologiques liés aux WC de bord, réchauffement, et impact du fonctionnement du port, dont :

Pollutions chroniques typiques des ports industriels, de pêche et de plaisance.
Elles concernent surtout :
1. Les hydrocarbures provenant de l'activité maritime et portuaire normale
2. Les pollutions accidentelles ou liées aux dégâts des tempêtes
3. Les fuites ou rejets involontaires ou volontaires de carburant, d’huiles de vidange

Une partie s'évapore (odeurs caractéristiques), tandis que la fraction la plus lourde forme un film irisé à la surface de l'eau. Lorsque le film est continu et occupe une surface importante, il diminue la pénétration de lumière et d’oxygène et peut ainsi contribuer à un déficit en oxygène des eaux sous-jacentes.
1. Les biocides et polluants métalliques provenant de la corrosion ou de la solubilisation des métaux, en particulier lorsqu’il y a des postes de soudure industrielle à proximité… (les hélices sont équipées d’anodes afin de ne pas être dégradées), et des peintures « antisalissures » qui protègent les coques contre la corrosion et contre les « biosalissures » en tuant les algues et microorganismes. Elles sont par nature très toxiques pour les organismes marins et non biodégradables. Le port de l’île de Sein recèle des quantités importantes de produits issus du carénage/ponçage et peinture lors des opérations d’entretien des bateaux de pêche ou de plaisance.

Enfin, la pollution de type urbain provenant de l'habitat à bord des bateaux dans le bassin portuaire peut être significative (rejets de lessives, shampoings, savons, etc. peu de toilettes chimiques à bord, mais rejet direct sous la ligne de flottaison, théoriquement interdit dans la plupart des ports).
En revanche, une nouvelle génération de ports de plaisance sur terre appelés "ports à sec", permettent de réduire certaines pollutions: Les bateaux étant garés sur terre, les fuites d'huiles ou d'hydrocarbure sont immédiatement détectées et ne s'écoulent pas dans la mer. De même les traitements anti-algues, toxiques, deviennent inutiles, les coques étant gardées au sec en dehors des temps de navigation.

#### Impacts indirects
Ce sont par exemple les impacts générés en amont par les prélèvements de matériaux, le transport induit, etc ou les conséquences ressenties à l'extérieur de la zone aménagée hors des passes d’entrée (rejet en mer des matériaux de dragage et des déchets, ruissellements pollués, artificialisation supplémentaire, pollution lumineuse affectant les oiseaux sur leurs trajets de migration, enfouissement des organismes benthiques, pollution par les antifoulings, augmentation de la turbidité, transferts d'organismes invasifs ou de parasites des moules et huîtres.
Quelques essais d’utilisation de technique de génie écologique ont donné des résultats, mais très locaux et parfois avec impacts secondaires négatifs (ex : l’ensemencement de moules ou huîtres pour filtrer l’eau a dépollué et éclairci l’eau de darses industrielles, mais les coquillages ont concentré certains toxiques non ou peu bio-dégradables).
Les ports étant souvent situés sur des estuaires ou en baies, ils concernent l'ensemble d'écosystèmes autrefois très productifs, parfois écologiquement stratégiques, toujours fragiles. Ils seront affectés le plus souvent à long terme, voire irréversiblement.
- Impacts liés à la construction.

L'implantation d'un ouvrage dans le milieu marin a des conséquences immédiates et pour partie irréversibles en termes destruction de la faune et de la flore fixées ou dépendantes de la zone qui supportent les travaux.
Par exemple, l'étude d'impact de l'extension du port de Loctudy dans le Finistère en 1986 prévoyait la disparition de 10 % de la surface d'un herbier de zostères. Or, ces végétaux marins jouent un rôle déterminant dans l'écosystème côtier (abri pour une riche faune d'invertébrés marins et protection et nourricerie pour les juvéniles poissons.
Le port de Morgat qui s’est agrandi 3 fois en un siècle a détruit la quasi-totalité de l’herbier et des grands crustacés de cette partie du littoral, avec une modification des courants qui a produit un ensablement rendant inutilisable l'ancien port.
L'utilisation d'explosifs et d'engins lourds, le creusement et/ou le dragage des fonds pour atteindre un tirant d’eau suffisant, pour planter des pieux ou construire digues ou écluses, puis les dragages périodiques d’entretien cumulent leurs effets :
Le dépôt des produits prélevés en mer est susceptible d'altérer l'environnement marin (vases souvent riches en hydrocarbures, métaux lourds et biocides provenant notamment des antifoulings).
Les effets du dragage :
Ils concernent à la fois la colonne d'eau, le fond et la zone de dispersion, avec possibilité de bioconcentration et bioturbation de toxiques dans les réseaux trophiques (chaîne alimentaire)
- Les effets sur le fond

Enfouissement des organismes benthiques marins sous des dépôts de dragages. Les organismes fixés sur le fond sont immédiatement tués. Les plus petits individus sont les plus vulnérables lorsque les conditions deviennent anoxiques, car ils ne peuvent atteindre la surface du sédiment avant de suffoquer. D'autres organismes comme les mollusques sont suffisamment agiles pour échapper à l'enfouissement quand l'épaisseur du sédiment est inférieure à une vingtaine de centimètres.
En général, après l'arrêt des rejets de dragages, les peuplements se rétablissent dans un délai de quelques mois à quelques années.
- Les effets dans la colonne d'eau : accroissement de la turbidité

Les matières en suspension dans le milieu marin ont des origines variées. Elles sont naturelles (apports par des ruissellements, production de plancton, remises en suspension par la houle et les courants...) ou elles sont produites par l'homme (dragages et rejets domestiques, eaux industrielles...).
Le nombre de particules en suspension peut avoir des conséquences telles que la diminution du taux de filtration des bivalves et le colmatage des branchies de poissons. Les eaux turbides empêchent aussi les UV de désinfecter l’eau, et favorisent la présence de salmonelles, streptocoques et staphylocoques très présents dans les ports.
Des techniques de chantier propre se développent, qui avec un meilleur choix des sites de rejets, la limitation des pollutions et des apports érosifs en amont peut limiter les nuisances.
Le site de rejet doit être suffisamment éloigné de la côte et des zones d’intérêt biologique ou d'aquaculture, ne pas gêner les autres activités littorales (tourisme, conchyliculture...), sans conduire à un retour rapide à la côte des matériaux rejetés.
Dans les pays riches, il n'y a pas de surveillance systématique de la qualité des eaux portuaires contrairement à ce qui se passe pour les plages. Les responsables se contentant généralement d’interdire la pêche et la baignade, par précaution. En Europe, avec le soutien de la Fondation Nicolas-Hulot, un réseau EcoNav est en construction pour aider les plaisanciers volontaires à naviguer en diminuant leur empreinte écologique et leurs impacts environnementaux.

## Les ports de plaisance par pays

### France

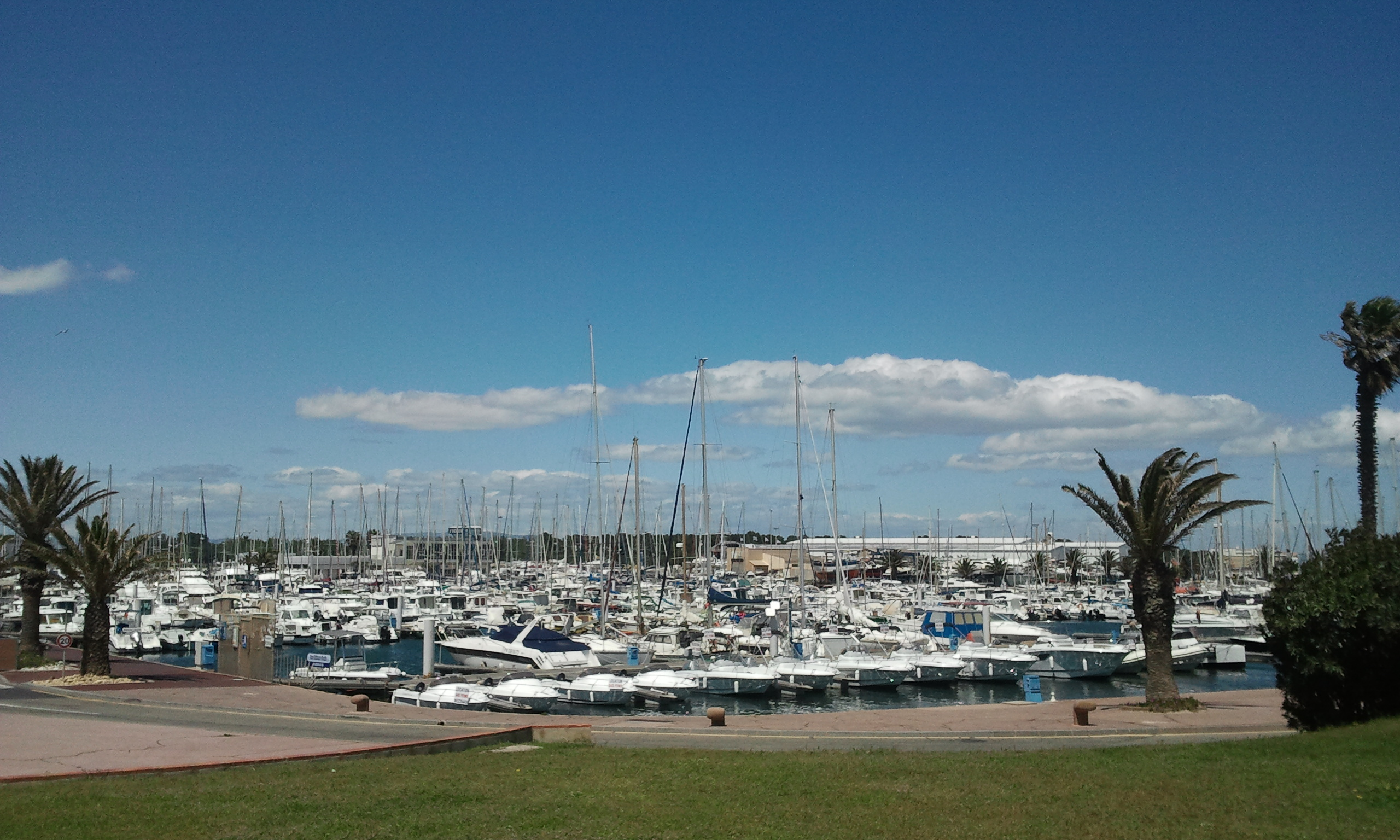
Le port de plaisance de Canet-en-Roussillon

Depuis les années 1960, de nombreux ports de plaisance ont été créés soit à partir d'un port de taille réduite existants tournés vers la pêche ou le commerce, soit par construction d'une extension réservée à la plaisance non loin d'un port toujours actif (Le Moulin Blanc à Brest, Les Minimes à La Rochelle) soit plus rarement ab nihilo (Port-Camargue, Pornichet…).
Les ports de plaisance situés dans les zones de croisière les plus prisés (baie de Quiberon, bassin d'Arcachon, Côte d'Azur) sont saturés. Le parc de bateaux augmente régulièrement alors que la création de nouveaux ports est devenue difficile : les emplacements favorables sont devenus rares et les résidents des communes littorales n'acceptent plus qu'une partie de la côte soit sacrifiée à ce type d'installation. Les extensions des ports existants ne permettent pas de régler le problème. L'acheteur d'un bateau peut attendre plusieurs années avant de disposer d'une place (5 ans en moyenne), le record étant enregistré à Arcachon où le temps d'attente est de 30 ans.
Ce manque de place incite au développement de ports à sec (à Anglet, à Port-Leucate ou encore à Paimpol).
Selon la Fédération française des ports de plaisance (FFPP), en 2008 on dénombrait en France (métropole et DOM-TOM) 180 ports de plaisance (maritime et fluvial), ainsi que 370 installations d'accueil (parfois simples bouées) soit 166 000 places au ponton et 60 000 places au mouillage,. 48 % de ces ports et installations sont gérées par une régie publique.
D'après une étude de mai 2011 menée par la Fédération française des ports de plaisance (FFPP), il manquerait 50 000 places de port en France.